# قنطريون الأقرع
قنطريون الأقرع واسمه العلمي (باللاتينية: Centaurea cassia) نوع نباتي ينتمي إلى جنس القنطريون من الفصيلة النجمية. سمي نسبة إلى الجبل الأقرع (كاسيوس باليونانية).

## الموئل والانتشار
موطنه بلاد الشام وتركيا.